# Ian Tattersall

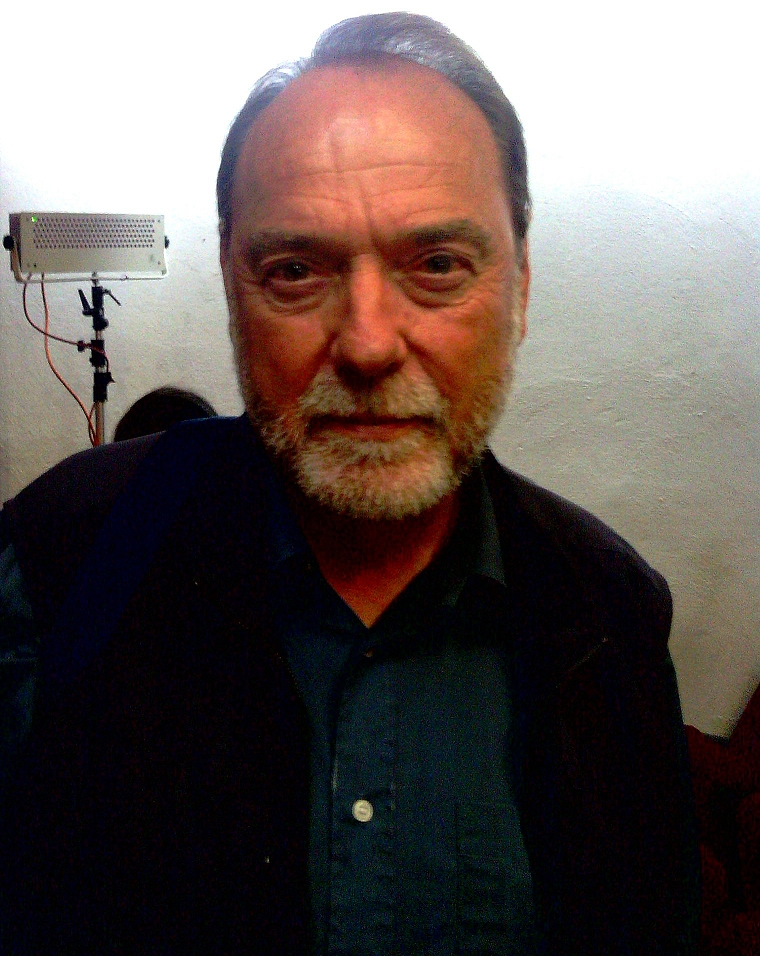
Ian Tattersall, 2012

Ian Michael Tattersall (* 10. Mai 1945 in Paignton, England) ist ein in den USA lebender Primatologe und Paläoanthropologe. Von 1971 bis 2010 war er Leiter der Anthropologischen Abteilung des American Museum of Natural History in New York City. Zu seinen Forschungsgebieten zählen insbesondere die Stammesgeschichte des Menschen sowie die Systematik und die Ökologie der Lemuren von Madagaskar.

## Forschungsthemen
Ian Tattersall wuchs in Ostafrika auf. Er studierte an der University of Cambridge die Fächer Archäologie und Anthropologie bis zum Magister-Abschluss (1970) und danach an der Yale University die Fächer Geologie und Paläontologie der Wirbeltiere. 1971 erwarb er in Yale den Doktor-Grad. 1971/72 war er als Lecturer an der New School for Social Research beschäftigt und bis 1974 an der City University of New York, jeweils im Fachgebiet Anthropologie. Es folgten eine Lehrtätigkeit als Professor an der Columbia University und zugleich an der City University of New York. Feldstudien führte er durch auf Madagaskar und den Komoren, auf Mauritius und Borneo sowie in Nigeria, Niger, Sudan, Jemen, Vietnam, Surinam, Französisch-Guayana, Réunion und den USA.
Sein wissenschaftliches Hauptwerk ist zum einen das 1982 erschienene Buch The Primates of Madagascar, zum anderen die vier Bände über The Human Fossil Record. Er ist ferner Co-Autor der wissenschaftlichen Erstbeschreibung des Nördlichen Gabelstreifenmakis, des Westlichen Gabelstreifenmakis und des Sambirano-Gabelstreifenmakis sowie Namensgeber der Taxons „Palaeopropithecinae“. Von Tattersall stammt zudem der erste wissenschaftliche Nachweis für den Goldkronensifaka (Propithecus tattersalli), der 1988 als eigenständige Art beschrieben und nach ihm benannt wurde.
Für Aufsehen über seine Fachwissenschaften hinaus sorgte Tattersall 1993, als er die Gebeine von vier Eskimos zur Beisetzung in Grönland freigab, die in der anthropologischen Sammlung des American Museum of Natural History eingelagert worden waren. 1896 hatten Anthropologen vier Grönländer in die USA verschleppt, um sie zu befragen, zu untersuchen und zu vermessen; in den USA waren die vier nach kurzer Zeit an Tuberkulose verstorben.
Ian Tattersall ist Mitglied der American Association for the Advancement of Science, der American Association of Physical Anthropologists, der American Society of Primatologists, der International Primate Society, von Sigma Xi, der Society of Vertebrate Paleontology und der Linnean Society of London.

## Schriften (Auswahl)

### Bücher
- The Primates of Madagascar. Columbia University Press, New York 1982, ISBN 0-231-04704-5.
- The Fossil Trail: How We Know What We Think We Know About Human Evolution. Oxford University Press, New York 1995, ISBN 0-19-536766-9.
  - deutsche Ausgabe: Puzzle Menschwerdung. Auf der Spur der menschlichen Evolution. Spektrum Akademischer Verlag, Heidelberg u. a. 1997, ISBN 3-8274-0140-2.
- The Last Neanderthal: The Rise, Success, and Mysterious Extinction of Our Closest Human Relative. Macmillan, New York 1995. (Überarbeitete Fassung: Westview Press/Basic Books, Boulder 1999, ISBN 0-8133-3675-9).
  - deutsche Ausgabe: Neandertaler. Der Streit um unsere Ahnen. Birkhäuser, Basel 1999, ISBN 3-7643-6051-8.
- mit Eric Delson, John Van Couvering und Alison S. Brooks (Hrsg.): Encyclopedia of human evolution and prehistory. 2. Auflage. Routledge, Oxford/New York 1999, ISBN 0-8153-1696-8.
- Becoming Human: Evolution and Human Uniqueness. Houghton Mifflin Harcourt/Mariner Books, 1999, ISBN 0-15-600653-7.
- mit Jeffrey H. Schwartz: Extinct Humans. Westview Press/Basic Books, Boulder 2000, ISBN 0-8133-3482-9.
- The Monkey in the Mirror: Essays on the Science of What Makes Us Human. Houghton Mifflin Harcourt/Mariner Books, 2003, ISBN 0-15-602706-2.
- mit Jeffrey H. Schwartz (u. a.): The Human Fossil Record. Wiley-Liss, Band 1: Terminology and Craniodental Morphology of Genus Homo. New York 2002, ISBN 0-471-31927-9
Band 2: Craniodental Morphology of Genus Homo [Africa and Asia]. New York 2003, ISBN 0-471-31928-7
Band 3: Brain Endocasts – The Paleoneurological Evidence. New York 2004, ISBN 0-471-41823-4
Band 4: Craniodental Morphology of Early Hominids. Genera Australopithecus, Paranthropus, Orrorin, and Overview. New York 2005, ISBN 0-471-31929-5.
- mit Winfried Henke (Hrsg.): Handbook of Paleoanthropology. 3 Bände. Springer-Verlag, Berlin/Heidelberg/New York 2007, ISBN 978-3-540-32474-4.
- The World from Beginnings to 4000 BCE. Oxford University Press, New York 2008, ISBN 978-0-19-533315-2.
- mit Rob DeSalle: Human Origins: What Bones and Genomes Tell Us about Ourselves. Texas A&M University Press, College Station 2008, ISBN 978-1-58544-567-7.
- Paleontology: A Brief History of Life. (= Templeton Science and Religion Series). Templeton Press, West Conshohocken (Pennsylvania, USA) 2010, ISBN 978-1-59947-342-0.
- Masters of the Planet. The Search for Our Human Origins. Palgrave Macmillan, 2012, ISBN 978-0-230-10875-2.
- The Strange Case of the Rickety Cossack – and Other Cautionary Tales from Human Evolution. Palgrave Macmillan, New York 2015, ISBN 978-1-137-27889-0.
- mit Rob DeSalle: Troublesome Science: The Misuse of Genetics and Genomics in Understanding Race. Columbia University Press, New York 2018, ISBN 978-0-231-18572-1.

### Fachartikel
- The material record and the antiquity of language. In: Neuroscience & Biobehavioral Reviews. Band 81, Part B, 2017, S. 247–254, doi:10.1016/j.neubiorev.2017.01.043.
- How can we detect when language emerged? In: Psychonomic Bulletin & Review. Band 24, Nr. 1, 2017, S. 64–67, doi:10.3758/s13423-016-1075-9.
- If I had a hammer. In: Scientific American. Band 311, Nr. 3, 2014, S. 54–59, doi:10.1038/scientificamerican0914-54, Volltext (PDF). (Memento vom 12. April 2016 im Internet Archive)
- mit Jeffrey H. Schwartz: Hominids and hybrids: The place of Neanderthals in human evolution. In: PNAS. Band 96, Nr. 13, 1999, S. 7117–7119, doi:10.1073/pnas.96.13.7117.
- Species concepts and species identification in human evolution. In: Journal of Human Evolution. Band 22, Nr. 4–5, 1992, S. 341–349, doi:10.1016/0047-2484(92)90064-G.
- Species recognition in human paleontology. In: Journal of Human Evolution. Band 15, Nr. 3, 1986, S. 165–175, doi:10.1016/S0047-2484(86)80043-4, (Volltext).
- mit Niles Eldredge: Fact, theory and fantasy in human paleontology. In: Americal Scientist. Band 65, Nr. 2, 1977, S. 204–211.
- mit Niles Eldredge: Evolutionary models, phylogenetic reconstruction, and another look at hominid phylogeny. In: Frederick S. Szalay (Hrsg.): Approaches to Primate Paleobiology. (= Contributions to Primatology. Band 5). Karger, Basel 1975, S. 218–242.

## Belege
1. ↑  Eintrag: Tattersall, Ian (Michael) 1945-. Auf: encyclopedia.com, zuletzt abgerufen am 19. Februar 2022.
2. ↑  Archaeological Institute of America: Ian Tattersall. Zuletzt abgerufen am 19. Februar 2022.
3. ↑  Ian Tattersall: Gebeine in der Schublade. In: Der Spiegel. Nr. 35 vom 30. August 1993.

| Personendaten    | Personendaten                |
| ---------------- | ---------------------------- |
| NAME             | Tattersall, Ian              |
| ALTERNATIVNAMEN  | Tattersall, Ian Michael      |
| KURZBESCHREIBUNG | britischer Paläoanthropologe |
| GEBURTSDATUM     | 10. Mai 1945                 |
| GEBURTSORT       | England                      |